# (73035) 2002 EV84
(73035) 2002 EV84 – planetoida z pasa głównego asteroid okrążająca Słońce w ciągu 4,14 lat w średniej odległości 2,58 j.a. Odkryta 9 marca 2002 roku.